# Centrarthra argentea
Centrarthra argentea là một loài bướm đêm trong họ Noctuidae.